# Rudolf Peiper
Rudolf Peiper (vollständiger Name Leo Rudolf Samuel Peiper, * 16. Januar 1834 in Hirschberg, Schlesien; † 9. Oktober 1898 in Breslau) war ein deutscher Klassischer und Mittellateinischer Philologe und Gymnasiallehrer.

## Leben und Werk
Rudolf Peiper, der Sohn des Pfarrers und Schriftstellers Carl Rudolf Samuel Peiper (1798–1879), studierte von 1852 bis 1858 Klassische Philologie an der Universität Breslau. In dieser Zeit war er auch beim Corps Borussia Breslau aktiv. Nach der Lehramtsprüfung, an die er keine Promotion anschloss, absolvierte er ab Ostern 1858 das Probejahr am Gymnasium zu Liegnitz, wo er 1859 zum Hilfslehrer ernannt wurde. Zu Michaelis 1861 wechselte er als ordentlicher Lehrer an das Maria-Magdalenen-Gymnasium zu Breslau, wo er bis an sein Lebensende wirkte. Neben dem Schuldienst war Peiper wissenschaftlich tätig, trat 1867 in die Schlesische Gesellschaft für vaterländische Kultur ein und gehörte ab 1873 einer Freimaurerloge an. 1874 wurde er zum Oberlehrer ernannt. 1876 übernahm Peiper außerdem die Leitung der Gymnasialbibliothek.
Für seine Verdiente erhielt Peiper reiche Anerkennung: Am 31. Oktober 1883 verlieh ihm die philosophische Fakultät der Universität Breslau die Ehrendoktorwürde; 1888 wurde er ins Kuratorium der Stadtbibliothek Breslau gewählt; am 21. Dezember 1889 erhielt er den Professorentitel. Gesundheitliche Probleme nötigten Peiper ab 1888, seine amtliche und wissenschaftliche Tätigkeit einzuschränken. Noch 1893 wurde er Mitglied der Comenius-Gesellschaft in Berlin.
Peipers wissenschaftliche Arbeit galt zunächst der griechischen und römischen Bühnendichtung. Er beschäftigte sich insbesondere mit der Überlieferung und Textkritik von Senecas Tragödien. Gemeinsam mit Gustav Richter gab er 1867 eine Handausgabe der Seneca-Tragödien heraus. In textkritischer Hinsicht wurde sie durch Friedrich Leos große Ausgabe (1878–1879) überholt; dennoch erfuhr sie 1902 eine zweite Auflage und 1921 einen Nachdruck.
Später verlagerte sich Peipers Forschungsschwerpunkt zur lateinischen Dichtung der Spätantike und des Mittelalters. Er veröffentlichte Textausgaben von zahlreichen Werken, darunter die Dichtungen des Walter von Châtillon (1869), die Consolatio philosophiae des Boethius (1871), das Waltharius-Lied (1873), die Tragödie Orestes des Dracontius (1875), die Komödie Querolus (1875) und ausgewählte Vagantendichtung (1877). Auch diese Ausgaben wurden noch zu seinen Lebzeiten durch andere Arbeiten ersetzt. Die weiteste Verbreitung fanden Peipers Ausgaben der gesammelten Werke der spätantiken Dichter Avitus (1883) und Ausonius (1886) sowie des Heptateuchos, einer Versifizierung des Alten Testaments (1891).

## Schriften (Auswahl)
- Aeschyli Supplices v. 776–909. Breslau 1862 (Schulprogramm)
- Observatorum in Senecae Tragoediis libellus. Breslau 1863 (Schulprogramm)
- mit Gustav Richter: L. Annaei Senecae tragoediae. Accedunt incertae originis tragoediae tres. Leipzig 1867. 2. Auflage 1902. Nachdruck 1921
- Walter von Chatillon. Breslau 1869 (Digitalisat). Nachdruck Ann Arbor 1980
- Praefationis in Senecae tragoedias supplementum. Breslau 1870 (Schulprogramm)
- Anicii Manlii Severini Boetii Philosophiae Consolationis libri quinque. Accedunt eiusdem atque incertorum opuscula sacra. Leipzig 1871
- Ekkehardi primi Waltharius. Berlin 1873
- Dracontii Orestes tragoedia. Breslau 1875
- Q. Valerius Catullus. Beiträge zur Kritik seiner Gedichte. Breslau 1875
- Aulularia sive Querolus Theodosiani aevi comoedia. Leipzig 1875
- Gaudeamus. Carmina vagorum selecta. Leipzig 1877. 2. Ausgabe 1879
- Die handschriftliche Ueberlieferung des Ausonius. Leipzig 1879
- Viennensis Alcimus Ecdicius Avitus: Opera quae supersunt. Berlin 1883 (Monumenta Germaniae historica, auctores antiquissimi VI,2)
- Decimi Magni Ausonii Burdigalensis Opuscula. Leipzig 1886. Nachdruck Stuttgart 1976
- Cypriani Galli poetae Heptateuchos. Accedunt incertorum de Sodoma et Jona et ad venatorem carmina et Hilarii quae feruntur in Genesin, de Maccabaeis atque de evangelio. Wien 1891 (Corpus scriptorum ecclesiasticorum latinorum 23)